# بری ترنر
بری ترنر (انگلیسی: Bree Turner؛ زادهٔ ۱۰ مارس ۱۹۷۷) بازیگر اهل ایالات متحده آمریکا است. وی از سال ۱۹۹۶ میلادی تاکنون مشغول فعالیت بوده‌است. او برای بازی در سریال گریم شناخته شده‌است.
از فیلم‌ها یا برنامه‌های تلویزیونی که وی در آن نقش داشته‌است، می‌توان به جو دِرْت، حقیقت زشت، خواهری پسران، سگ آتش‌نشانی و دانستون بررسی می‌کند اشاره کرد.